# 游泳

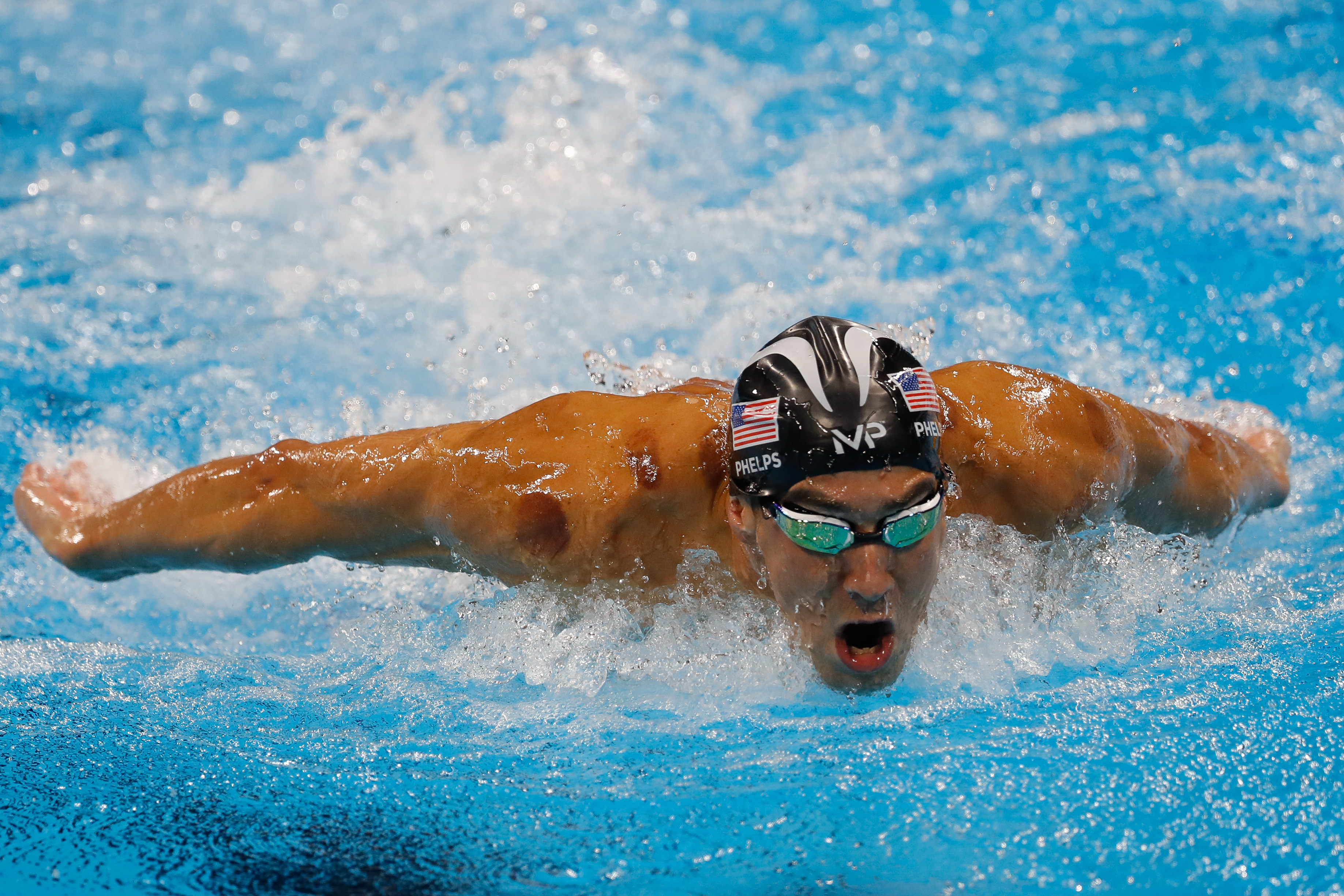
一名游泳選手游泳

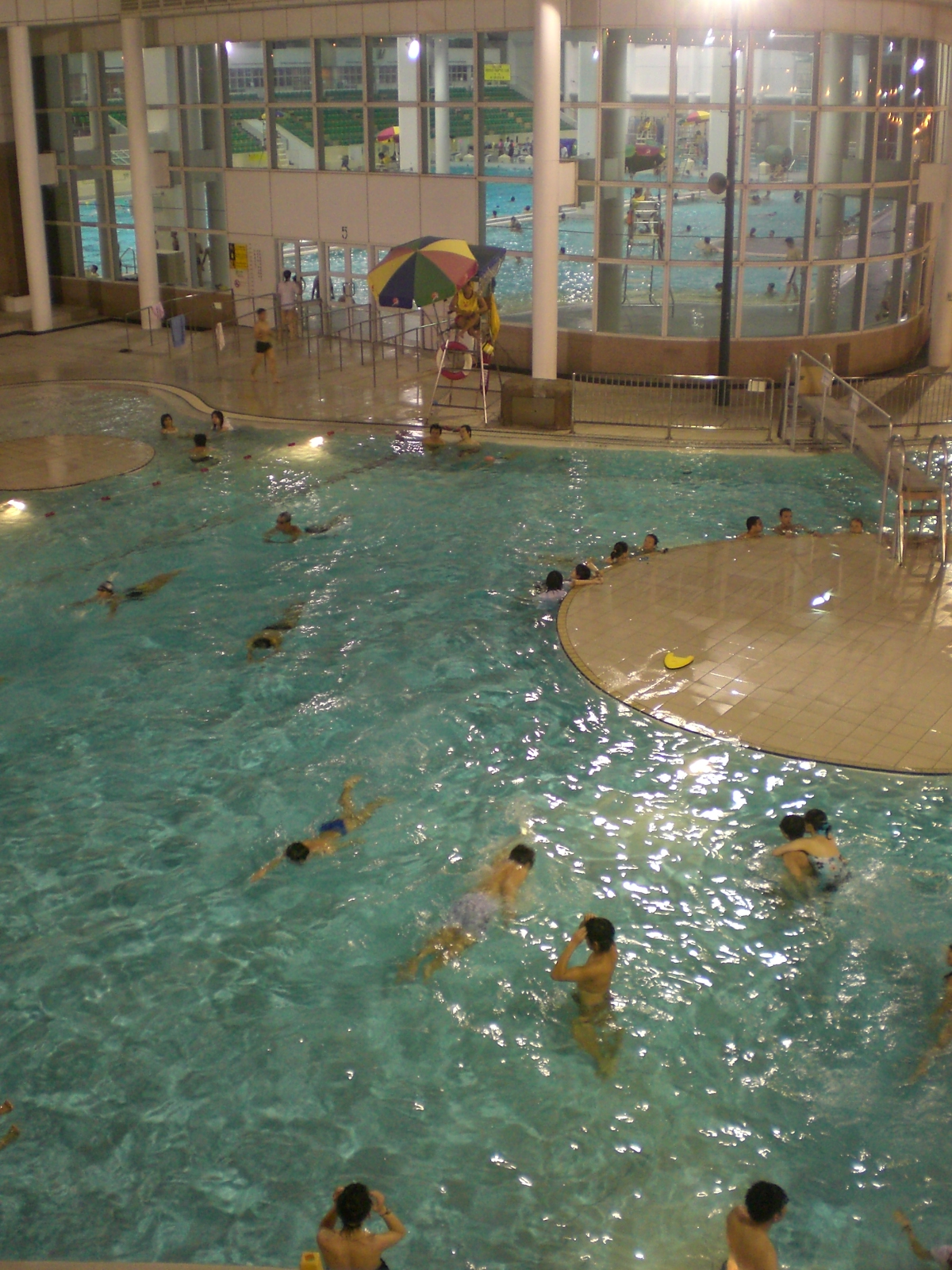
游泳是康樂活動、社交活動、也能是競賽運動

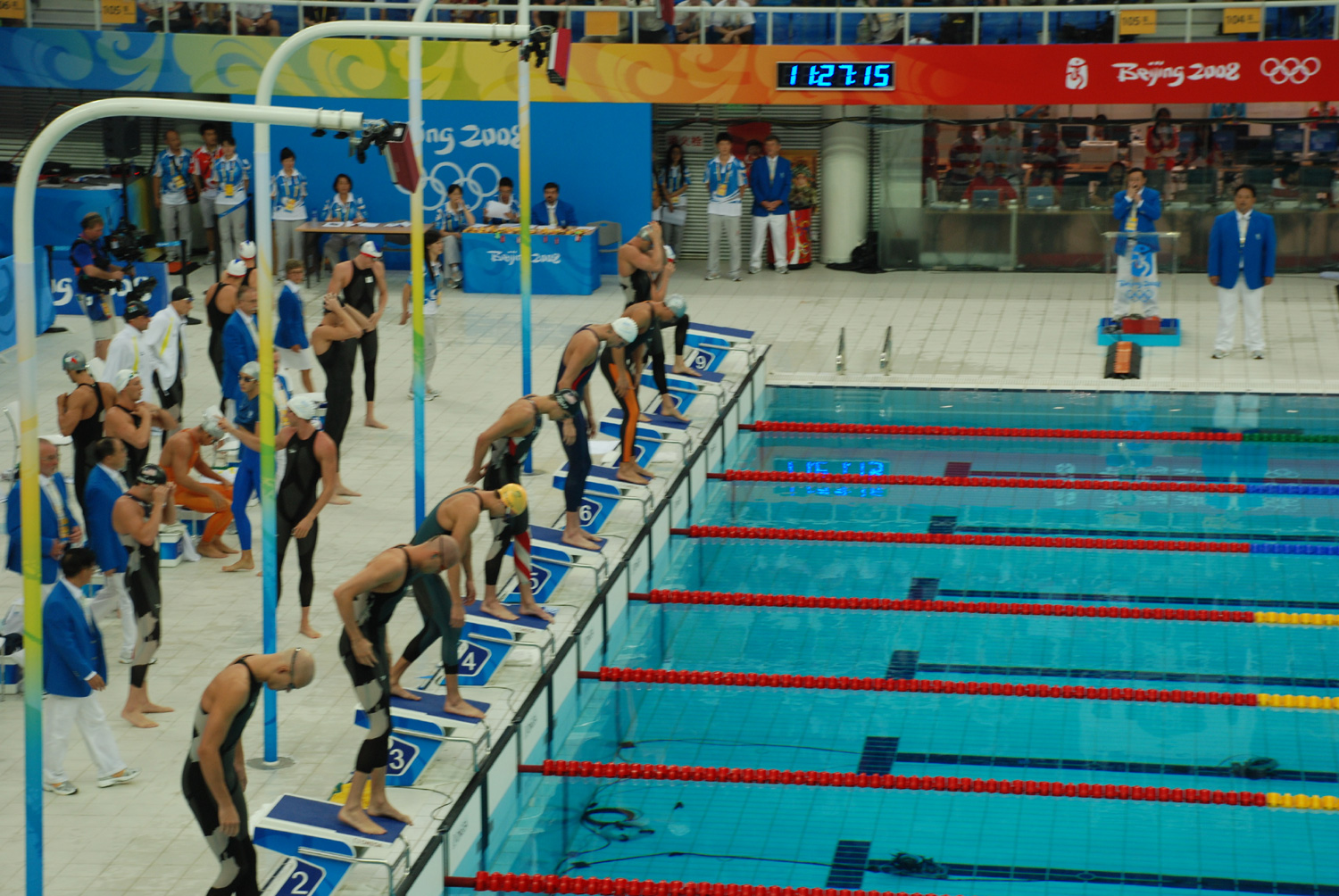
2008年北京夏季奥林匹克运动会4×100米接力，选手们正在准备

游泳，是在水中靠自力漂浮，借自身肢體的动作在水中运动前进的运动、技能。游泳运动可分为竞技游泳和实用游泳，竞技游泳是奧林匹克运动会中的第2大项目，包括：蝶泳、仰泳（也稱背泳）、蛙泳、捷泳（也稱自由泳），4种泳姿的竞速项目，以及花样游泳等。
早期的游泳活動，多被視為貴族的子女教育及士兵訓練的重要部份，公元前25世纪古埃及已有類似游泳的活動。古羅馬人興建了巨大浴池，游泳成為上流社會的社交活動。18世纪末，工人游泳的機會增多，游泳開始成為一種運動。健康方面，游泳是一種需要全身都活動的運動，能增強肺活量及肌耐力的。

## 科學

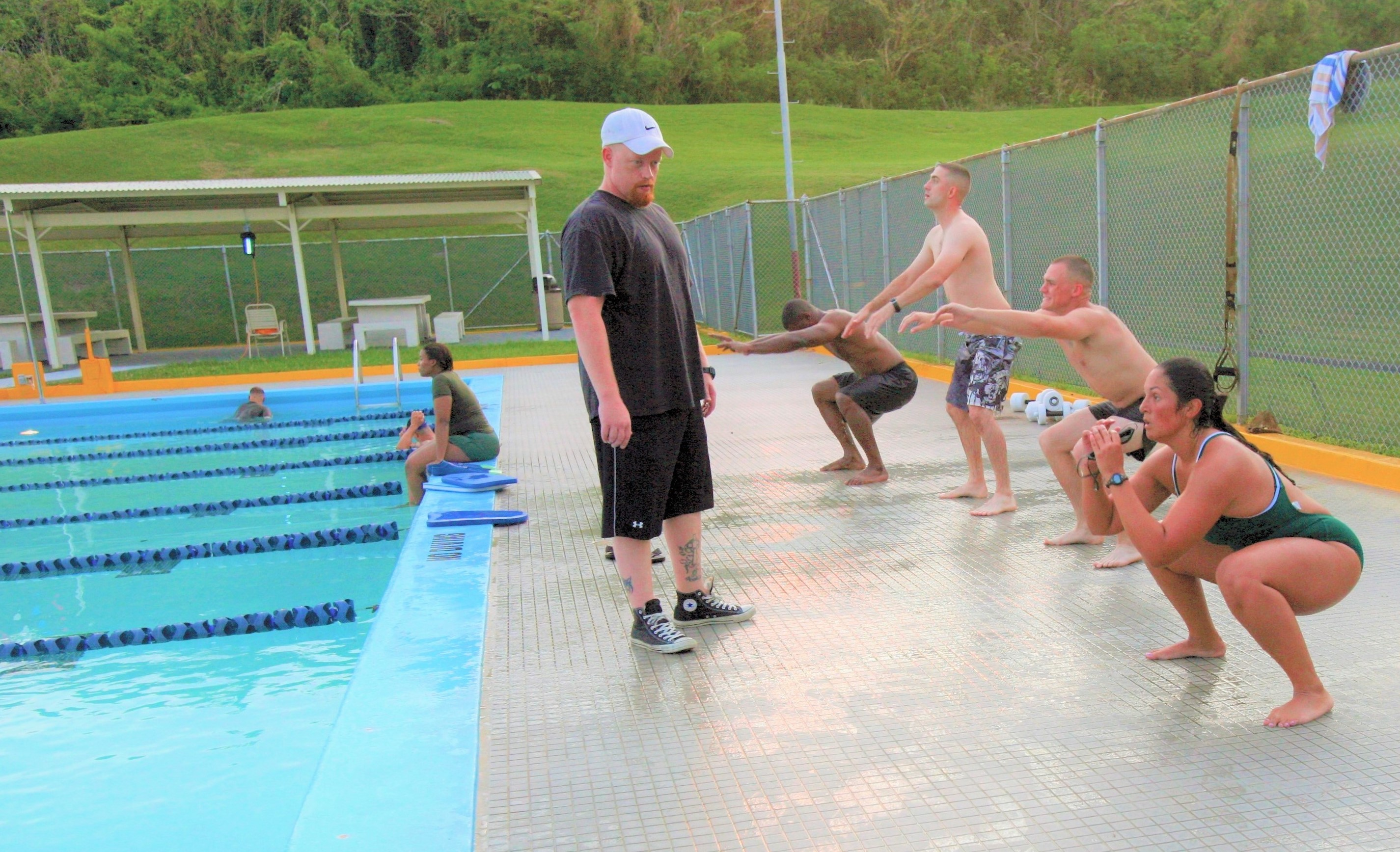
游泳者在進入游泳池前先進行熱身運動，2011年美國軍事基地的照片

游泳主要是靠人體在水中的中性浮力。平均而言，人體的比重是0.98，比水略小，因此身體在水中可以浮起。不過，浮力也依身體的組織、肺充氣的程度、肌肉以及脂肪的比例、身體重心位置以及水的鹽度而不同。人體脂肪比例較多，或是水的鹽度較高，都會使人體相對於水的密度變小，因此增加浮力。男性的重心較低，肌肉含量較多，理論上比較不容易在水中浮起來。
人體的密度只比水小一點點，在游泳時，水支撐著人體的重量。相較於陸地上的運動（例如跑步），游泳是「低衝擊性」的運動。水的密度和黏度也會對在水中行進物體的阻力。而游泳的動作可以用這些阻力來產生推進力，不過這些阻力也會形成前進時的阻力。
對於要想要游的更快的游泳者而言，游泳姿勢的流體動力學非常重要。游泳者若要想游的更快，或是以較不費力的方式游泳，會試著減少身體在水中運動時受到的阻力。以流體動力學來說，游泳者若要游的更快，可以增加每一次游泳時身體所作的功，也可以設法減少水中運動的阻力。不過作功需增加到三倍，才會有像減少水中阻力相同的效果。若要減少水的阻力，有效率的游泳，會以讓身體呈水平的姿態，身體左右翻動，以減少身體在水中的寬度，手儘量伸長，以減少波阻。
在進入游泳池前，游泳者會用一些動作進行暖身，例如深蹲。深蹲可以為大腿的肌肉暖身，可提昇游泳者開始的速度。

## 嬰兒游泳
人類的嬰兒從出生到六個月內，會有先天游泳或潛水反射的現象。其他的哺乳類也會有類似的反射（哺乳類潛水反射）。潛水反射包括有暫停呼吸、反射性心動變緩，以及周邊的血管收縮。換句話說，嬰兒泡在水裡時，會自然暫停呼吸，使心律變慢，減少流到四肢末端（手指和腳趾）的血液流量。因為嬰兒有游泳的本能。有許多地方有開設六個月左右嬰兒的游泳班，建立其肌肉記憶，在年輕時成為傑出的游泳者。

## 技巧
游泳可以分為許多不同的姿勢（游泳姿勢），每一種姿勢有不同的用途，在競技游泳中有些項目也會指定游泳姿勢。若只是要在水中前進，不一定要用已定義的游泳姿勢。未經訓練的游泳者可能會用狗爬式游泳，用手臂和腳划動，類似四隻腳的動物在水中游泳的方式。
一般常見的游泳姿勢有四種：捷泳（常稱為自由式）、蛙泳、仰泳和蝶泳。競技游泳是在1800年左右從歐洲開始的，當時大部份是蛙泳。1873年時，John Arthur Trudgen在西方的競技游泳中導入了特拉真式。蝶泳是在1930年代發展的，一開始認為是蛙泳的變體，一直到1953年才被接受為一種獨立的游泳姿勢。對許多人而言，蝶泳是最難的游泳姿勢，不過在全身的訓練以及建立肌肉上，蝶泳是最有效果的。蝶泳消耗的熱量也是最大的，若規律練習，其速度僅次於爬泳。
在非競技游泳中，會有一些其他的游泳姿勢，例如側泳（sidestroke），這是從19世紀末開始的，其特點是先將一隻手臂移到水上，再將另一隻手臂移到水上，依序進行，側泳就用在救生或是休閒的游泳。
有一些游泳姿勢是為了訓練、學校課程或是救生而出現。一些游泳姿勢也可以調整只用特定部位，或是不用特定部位，例如為了訓練手臂或腿的肌肉，刻意只用手臂或腿游泳，或是針對癱瘓者或是截肢者的游泳。

## 歷史

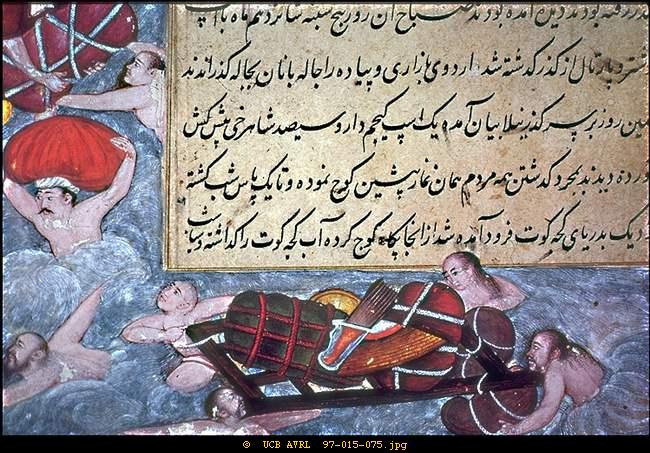
帖木儿王朝君主巴布尔的部隊在水中游泳

自從史前時代開始，就已有游泳的記錄。最早期的記錄可以追溯到石器時代在山洞中描繪游泳者的畫（Cave of Swimmers），大約是七千年前。游泳的文字記錄大約從公元前二千年開始。早期的記錄有吉尔伽美什史诗、伊利亚特、奥德赛、聖經（以西結書47章5節，使徒行傳27章42節，以賽亞書25章11節）、貝奧武夫，以及其他的长篇故事。
在古罗马時，住在低地国家海岸的人是游泳技術最好的人。巴达维人的人和馬可以在維持其隊形的情形下游過莱茵河。卡西乌斯·狄奥描述奧魯斯·普勞提烏斯在梅德韋戰役中，用出其不意的戰術攻擊凯尔特人的例子：
[英格蘭凯尔特人]以為羅馬人要造橋才能渡河，因此有些粗心的在河的對岸露宿，而他派了[Batavii]支隊過去，這個支隊可以在最洶湧的水流中穿戴全副武裝，輕鬆的游泳. . . . 英格蘭人在潮汐將泰晤士河最靠近海的部份調整方向，因此形成了一個湖。因為他們知道哪裡有堅實的湖底及通道可以過湖，因此輕易的過去了。羅馬人想要學他們，但不成功。不過[Batavii]支隊游過去了，　其他部隊則在略上游處築了橋，最後他們從多個方向攻擊野蠻人，並且殺了許多人
瑞士語－德語語言教授尼可拉斯‧温门（Nikolaus Wynmann）在1538年寫了一本讚美游泳的書Colymbetes, sive de arte natandi dialogus et festivus et iucundus lectu（The Swimmer, or A Dialogue on the Art of Swimming and Joyful and Pleasant to Read），是目前最早整本都是有關游泳的書。

## 原因
人們游泳的原因有很多種，有些是將游泳視為休閒活動，也有可能是運動競賽，或是工作的一部份。游泳也用在復健的活動中，特別是心血管以及肌肉傷害的復健。游泳也可能是一個人的職業或是興趣，也有些人在游泳上很有天份，成為職業游泳選手。

### 休閒

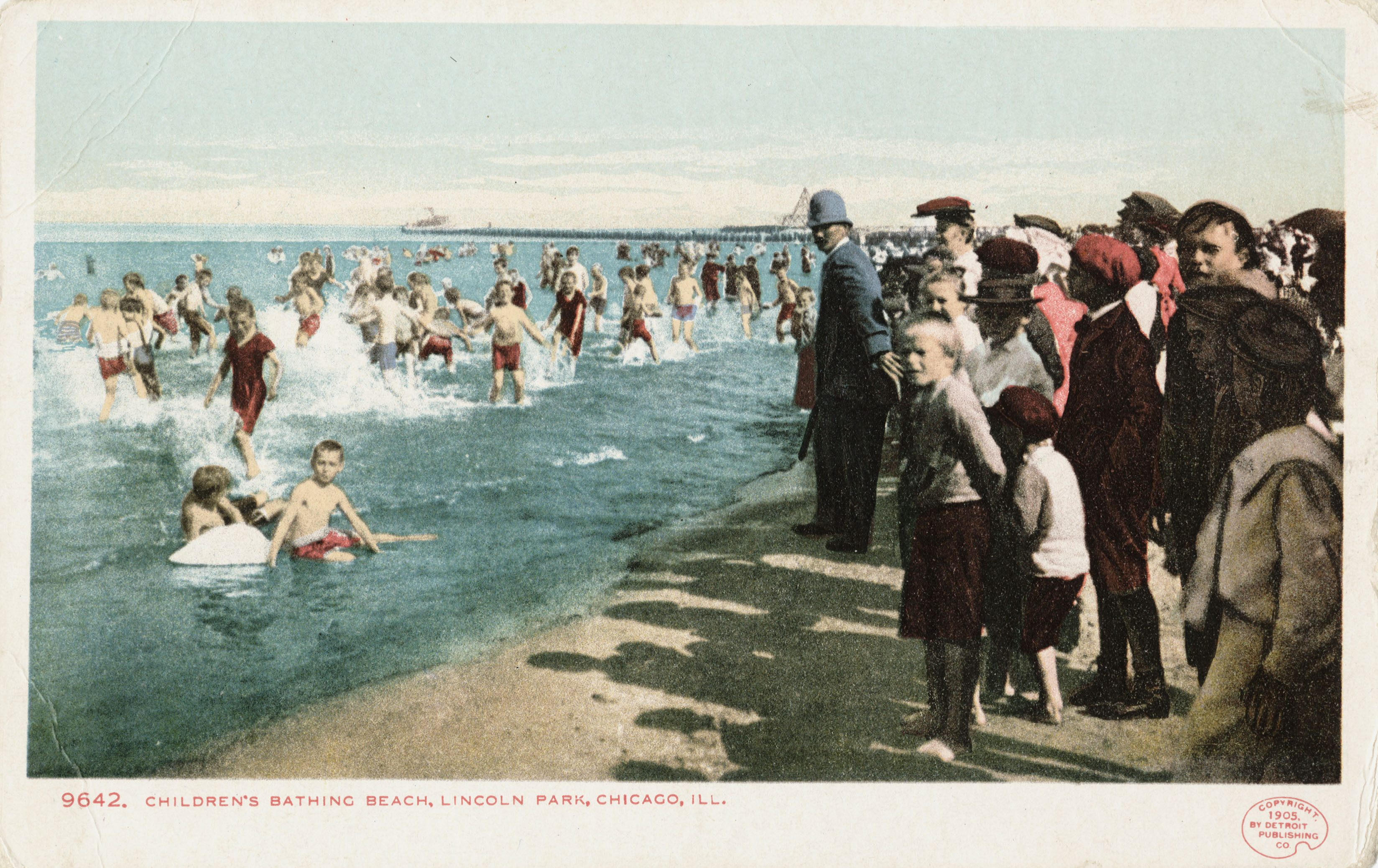
1905年美國芝加哥兒童游泳沙灘

許多游泳者游泳的原因是為了休閒，游泳也是大家願意參與的體育活動之一。游泳也可以作為運動、自我放鬆的方式，或是做為復健用。水對身體的支撐，以及其減低衝擊的特性，因此人若無法負荷像跑步之類的運動，可以參與游泳。游泳是可以讓人放鬆的活動之一。

### 健康

前美國海軍的Chuck Sketch，是受創戰士（Wounded Warrior），在2012年2月14日在彭德爾顿营的海軍陸戰隊測試中進行的游泳測試

游泳基本上是有氧运动，也會訓練到心臟和血管系統，原因為長時間的運動，肌肉需要持續的氧氣供應（不過短程的競速游泳就屬於無氧運動）。另外游泳也可以調整並且強化肌肉。关节炎症狀患透過游泳可以運動其患病的關節，不會使其症狀惡化。不過关节炎患者要避免游蛙式，若動作不正確可能會讓膝蓋的关节炎惡化。正如大部份的有氧运动一樣，游泳可以減少精神壓力對人的有害影響。對於有心臟或血管疾病的人，或是有慢性病的人，游泳也可以提昇其健康情形。目前已經證實游泳對孕婦和媽媽的心理健康有正面影響。游泳甚至可以讓情緒好轉。
不過游泳也有其缺點，許多種類的運動都可以提昇骨密度及骨骼的健康情形，但游泳例外，因為游泳的低衝擊性，不但無法提昇骨密度，反而對骨量獲取有負面影響，對青少年的游泳選手而言，會是個問題。

#### 殘疾游泳者
2020年的美国残疾人法案，要求美國的游泳池需要有讓殘疾游泳者可以使用的輔助設施。

#### 年長的游泳者
「游泳之類的運動可以提昇年長者的生活品質，也減少其疾病。這類運動也可以提昇或維持停經婦女的骨骼健康。」
對年長者而言，游泳是很理想的活動，因為受傷的風險很低，本身也是低衝擊性運動。在水中的運動會鍛煉所有的肌肉群，也可以解決年長者常有的肌肉失養症情形。

### 運動競賽

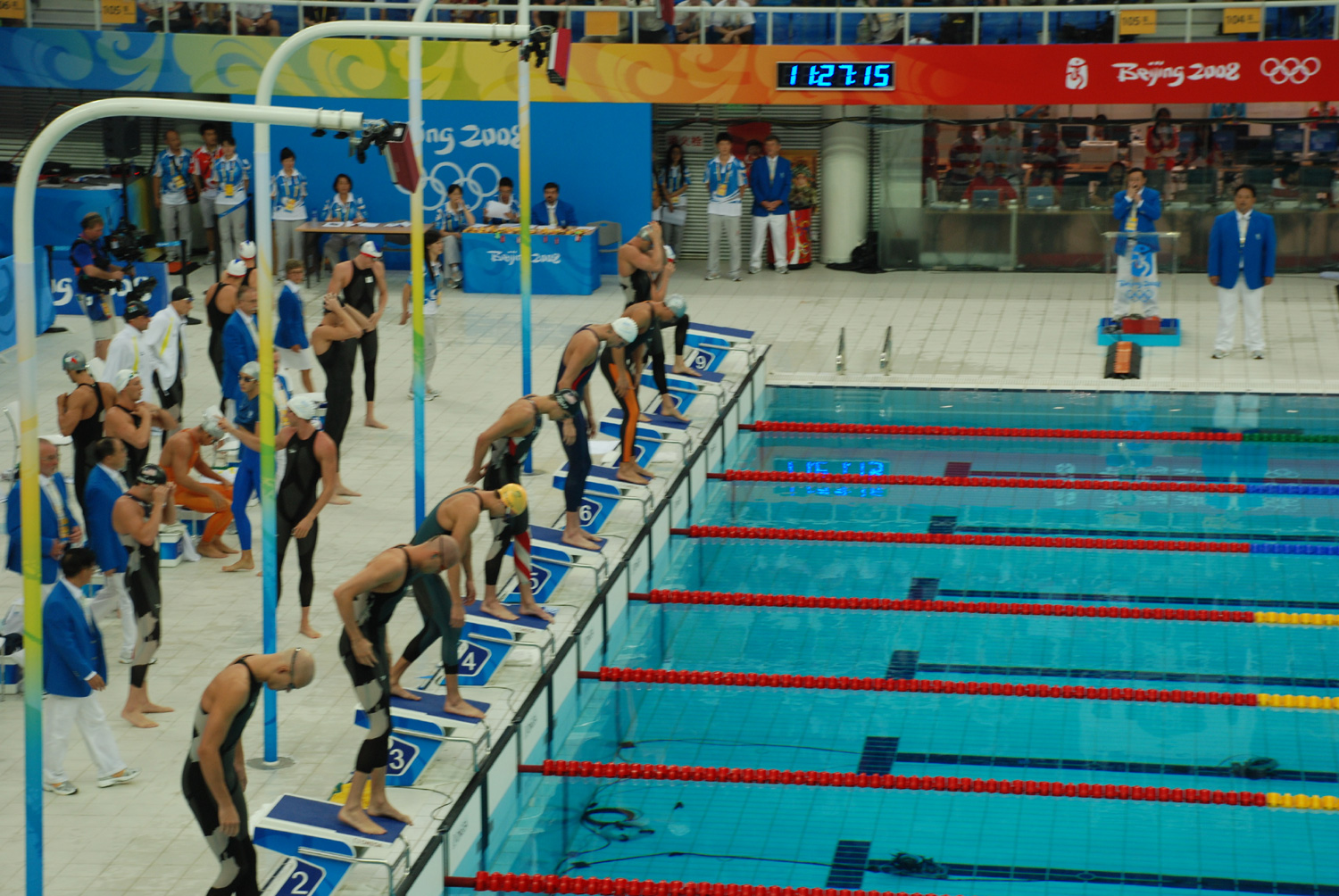
2008年夏季奧林匹克運動會游泳比賽，4 × 100公尺男子游泳接力賽

游泳的運動競賽主要是在一段時間內，要游過一定的距離，看哪一個參賽者最快抵達。不同比賽有不同的距離。自從1896年的第一屆奧運開始，游泳就是奥運會比賽項目之一，目前的比賽距離從50公尺到1500公尺，有四種主要的游泳姿勢，以及混合接力賽。在預備比賽時參賽者會在一週練習數次，目的是為了維持體能，也在訓練中加重練習量。完成這個階段後，參賽者會進入「減量練習」（taper）階段，會為了準備比賽而減少訓練的強度，在減量練習時會著重於在水中的力道以及感覺。
國際的游泳運動是由國際游泳聯合會（FINA）所管理。FINA運動的競賽用游泳池，長度是25公尺或50公尺。美國的比賽用池其長度多半是25碼。
除了競速游泳外，也有其他和游泳有關的運動，例如公開水域游泳、跳水、花样游泳、水球、三项全能（游泳、腳踏車、長跑）和現代五項（射擊、擊劍、游泳、馬術和跑步）。

### 安全
游泳的主要風險之一就是溺水。溺水的原因有很多種，從游泳疲勞到不適應水性都有。美國從2005年到2014年，平均每年有3,536例溺水意外死亡案例，平均每天就有10個人因溺水意外而身亡。
為了減少溺水風險，並預防溺水事故發生，游泳池和海灘都會有救生員。不同地點的救生員會接受不同的培訓，例如海灘的救生員就要接受就比游泳池救生員更嚴謹的訓練。像美國救生協會和加拿大紅十字會都有訓練北美的救生員。

### 職業
有些職業的工作者會需要游泳，例如採收鮑魚及珍珠的人需要會游泳和潛水，魚叉捕魚者也需要會游泳。
有些工作需要會游泳，才能救其他溺水者（可能是游泳者已沒有體力，不會游泳的人，或是意外掉到進水中的人），或是其他在水中受到危害的人。因此世界各地許多的海灘或游泳池都會雇用職業或是志願的救生員，他們和救援游泳者一樣，為了救援的需求，會使用特殊的游泳姿勢。
海洋生物学研究者也可能需要會游泳，才能在海洋動物或植物的自然環境下進行觀察。其他學科也可能會需要游泳。例如康拉德·洛伦兹在研究动物行为学時曾和鵝一起游泳。
有些軍種也需要會游泳，軍事游泳多半會出現在特種作戰部隊，例如海豹部隊或美國陸軍特種部隊。會用游泳來到達某地點、搜集情報、進行破壞和戰鬥，然後離開。可能也包括從空中降落到水面上。因為一些軍種常在大面積水體附近活動，因此美國海軍、美国海军陆战队及美国海岸警卫队的人員都需要完成基本游泳或是水中救援游泳的訓練。
游泳也是職業性的運動。企業會贊助可以參加國際性比賽的選手。許多選手也會在各自國家的比賽中角逐代表國家參加奧運會的資格。職業游泳者也可以參與花样游泳，以表演者的方式來謀生。

### 移動方式
若兩地有河流或海阻隔，距離不遠，但又沒有替代方案時，有時會直接游泳橫越河流或海。曾有政治難民在波羅的海游泳的例子，也有人坐上要去其他地方，不是其計劃目的地的船，因此從船上跳進水中，再游回岸邊。

## 風險

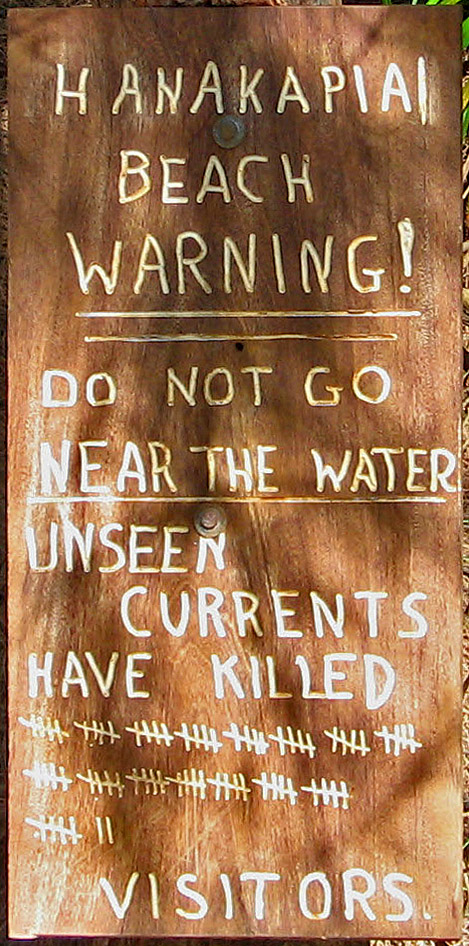
在夏威夷Hanakapiai海灘，對意圖游泳者的警告標語

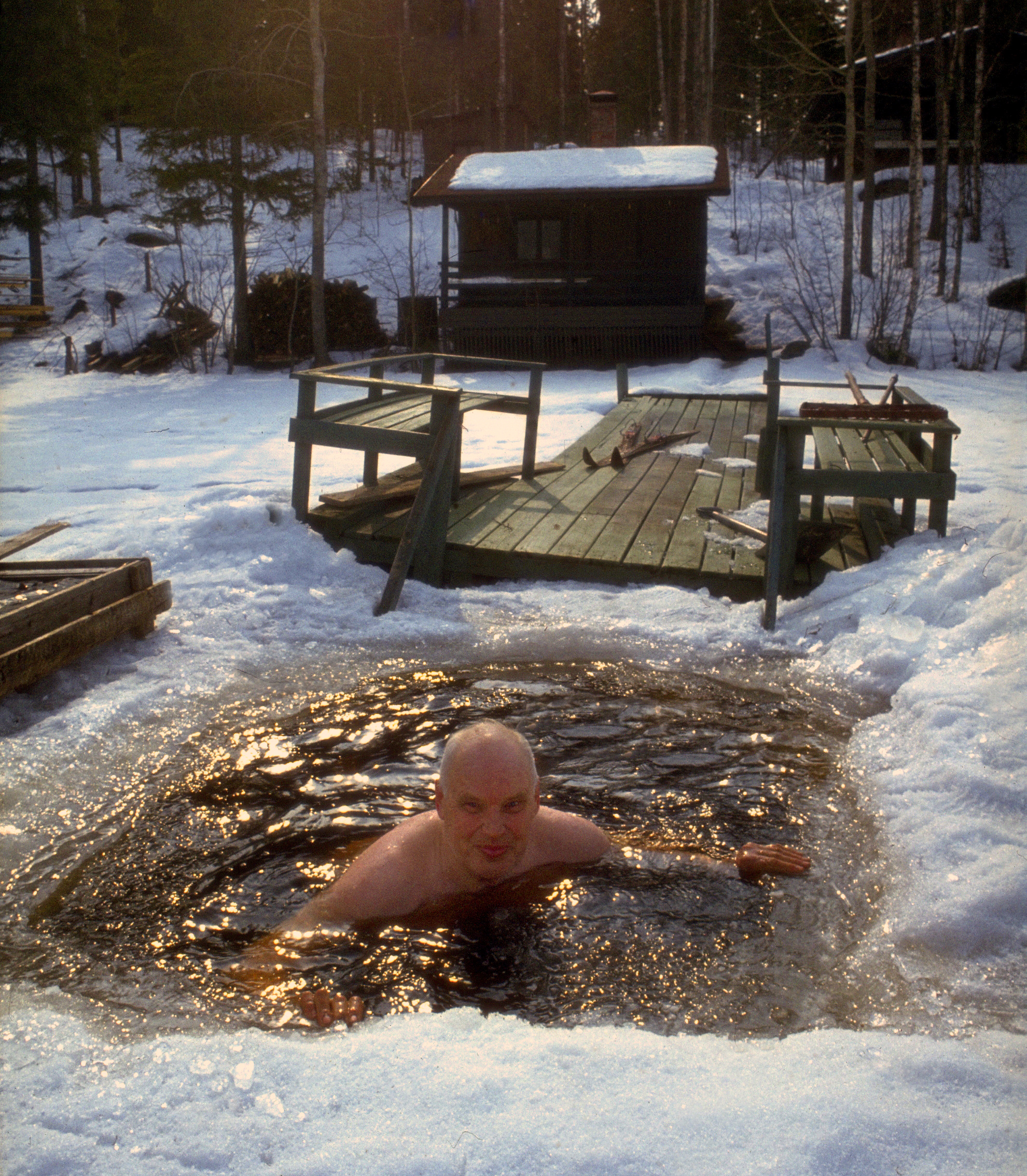
芬兰男子在夏季別墅冰泳時，對鏡頭的微笑

人不論是自願或非自願的進入水中，都會有相關的風險，嚴重的可能會直接導致死亡，或是因遇溺而死亡。
大部份的溺水死因可以分為以下幾類：
- 恐慌：沒有經驗的游泳者或是不會游泳的人，在心理層面受到其在水中的環境所威脅。偶爾恐慌會造成过度换气因而致命，即使在淺水中也是一樣。
- 疲勞會讓人無法游泳或是打水，常會因為溺水而死亡。成年人的肺若完全伸展，一般會有正向或至少中性浮力，若冷靜再配合適度的努力。在平穩的水中可以浮起來。小孩則沒有正向浮力，因此需要持續的努力，才不會突然沉到水中。
- 失溫症，是人的關鍵核心溫度降低，會導致無意識或心臟衰竭。
- 脱水是因為長時間暴露在高張鹽水（偶爾也會因為吸入鹽水的鹽水呼吸症候群（英语：salt water aspiration syndrome），鹽水在肺部形成泡沫，限制肺部的氣體交換），會讓人無法控制身體，因而死亡。失溫症和脱水也可能在人沒有溺水情形下使人死亡，就算穿上救生衣也是一樣。
- 在水中快速移動的物體可能導致閉合性損傷（英语：Blunt trauma），可能使其致命，或是造成溺水最後死亡。

游泳的負面影響可能有：
- 外生骨贅（英语：Exostosis），因為耳道長期、頻繁進水造成的耳道骨骼異常生長，使耳道變窄，也稱為surfer's ear。
- 遭到水中細菌、病毒或是病原體的感染。
- 吸入氯氣（在游泳池內）
- 在游泳時心臟病發作（這是三项全能參賽者猝死的主要原因，每十萬名參賽者中會有1至2名）[21])
- 遭遇水中生物，產生的負面影響：
  - 被魚虱科、水母、魚、貝類、以及特殊珊瑚的叮咬。
  - 因為螃蟹、龍蝦、海膽、斑馬貽貝、黃貂魚、飞鱼或海鳥所刺傷。
  - 魚、海生哺乳類、海生爬行動物的出血叮咬，偶爾也有可能被捕食。
  - 有毒水生動物（例如海蛇亞科或一些水母）的叮咬
  - 電鰻或电鳐目的放電

不論在任何的游泳場地，安全設備都很重要，美國大部份的家庭游泳池都有分區要求。在競賽游泳或是公共泳池中，都要有經過救援訓練的人進行監督。

## 課程和能力要求

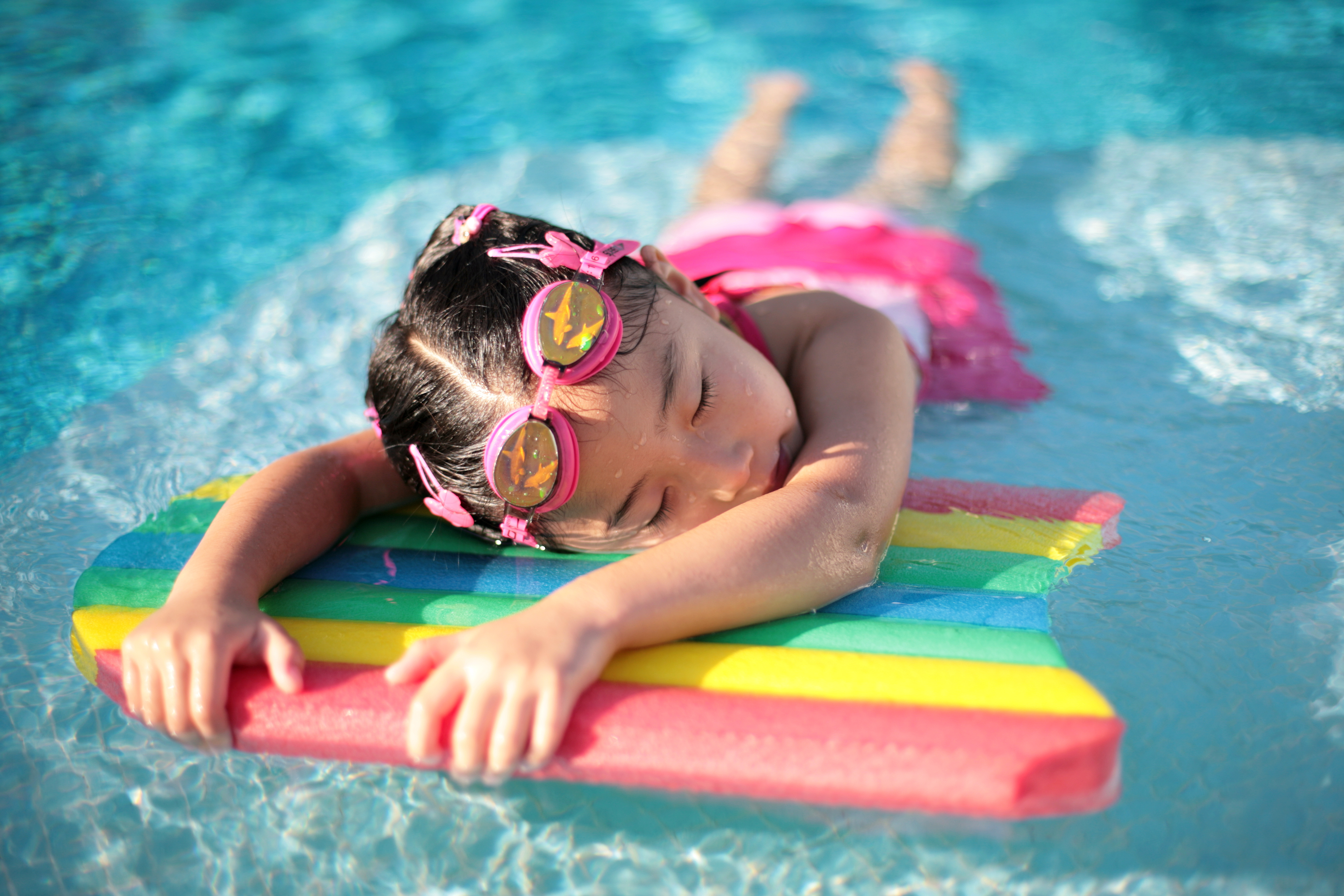
保麗龍浮板可以協助兒童學習游泳

以往認為兒童要到四歲以後才可能有能力游泳，不過近來有人建議嬰兒參加嬰兒游泳課程，以避免溺水。
許多地方的游泳課都是由地區性的游泳池主辦的，可能是由當地的主管機關辦理，或是由私人公司辦理。有些學校也會在其體育課程中加入游泳課，可能是在學校本身的游泳池進行，或是在鄰近的游泳池進行。

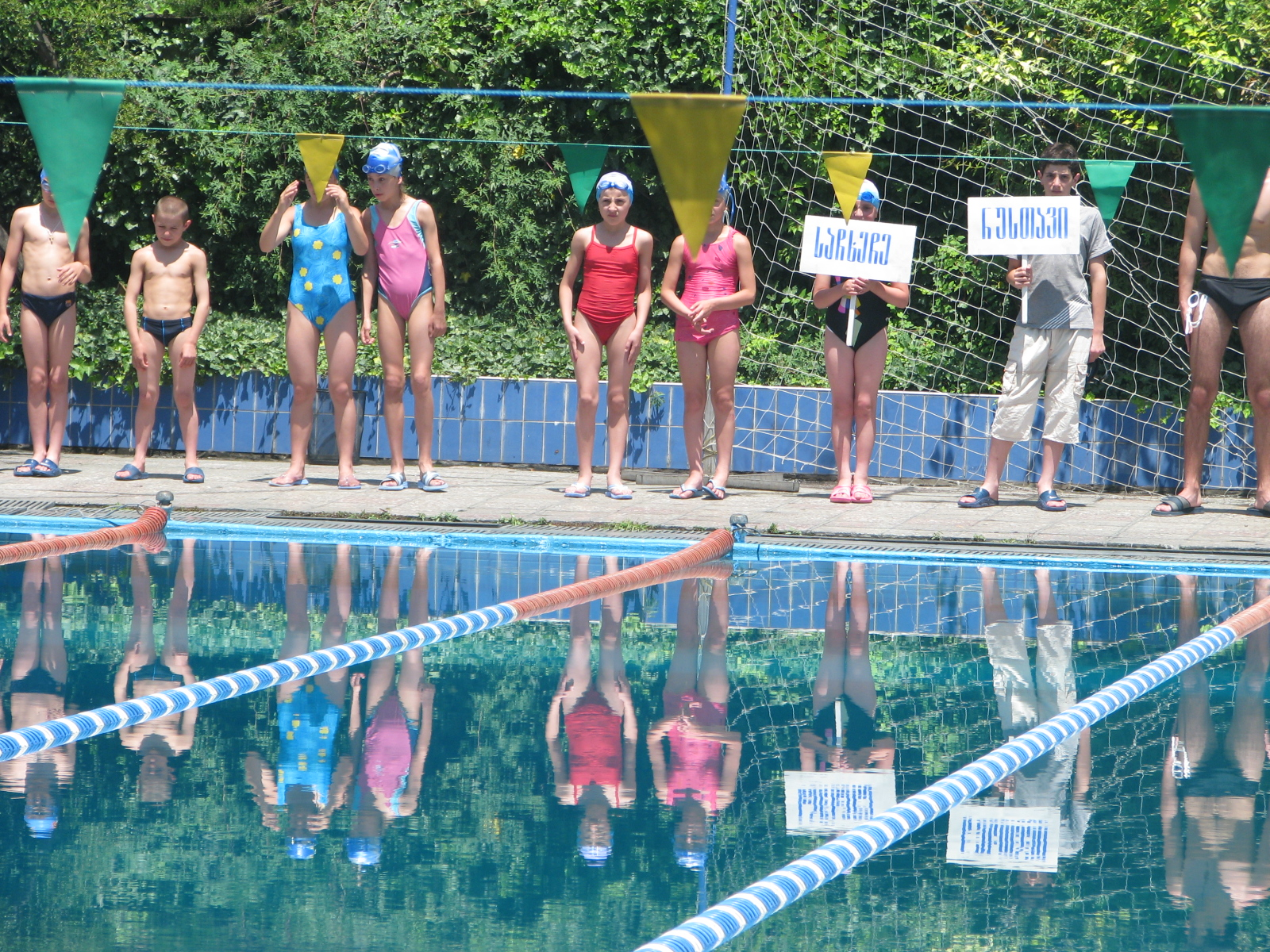
格鲁吉亚的儿童正在进行游泳训练。

許多國家都對兒童的游泳能力有一定的要求。例如在英國的「加值計劃」（Top-ups scheme）要求11歲還不會游泳的學童參加密集的課程。若從小學畢業時，尚未達到英國國家課程標準（游25公尺）的學生，在後續的學期中會有二週每一天接受半小時的游泳課程。。

## 水中自救
在學會游泳之前，必須學會自救，當離岸太遠時，或自身體力無法游上岸時，以原地自救方式，保持體力等待救援。
- 仰漂
- 水母漂（Jellyfish float，又名“摺浮”），頭縮，雙手抱膝，膝靠著胸，就可以像水母一樣漂起來，要換氣時，雙腳慢踢，雙手向前，頭抬起來換氣，換完再縮回去。[27]
- 立泳（踩水）

## 服裝和裝備

### 泳裝
日常的服裝不適合游泳時穿著，甚至有些情形會造成危險。現今各地的人多半在游泳時穿著泳衣。
男性的泳衣可能是短裤或三角褲，其非正式泳衣（例如沙灘褲）很少有貼身的，但競賽泳衣就是貼身的。大部份男孩和成年男性在游泳時會裸露上半身，除非在一些國家依照風俗或是法律，禁止男性在公開場合裸露上半身，或是因為其他的理由（例如避免曬傷。）
現在女性的泳衣多半是貼身的，包覆著鼠蹊部、臀部及乳房（例如比基尼泳衣）。女性泳衣也可能會包覆住腰部。女性泳衣常常是時尚的產物，特定泳衣是否端莊，是否會成為爭論焦點，會依族群、宗教以及世俗化程度而不同。
競賽泳衣的目的是讓游泳者可以游的更快，更有效率。現代的競賽泳衣是貼身且輕量的。不同性別有各自的競賽泳衣。競賽泳衣也用在水上運動中，例如水球、競賽游泳、潛水及赛艇。
濕式保暖服（wetsuit）的功能包括有隔熱以及提供浮力。許多游泳者的腳部沒有浮力。濕式保暖服可以降低密度，在游泳時可以提昇浮力。濕式保暖服會吸收周圍的水來隔熱。若要在低溫的水上長時間的游泳，穿著濕式保暖服可以避免失溫症的風險。
有些人在游泳時不穿著任何衣服，這稱為裸泳。在一些歐洲國家的公共泳池有允許裸泳的天體區 ，也有一些國家有允許裸泳的天體海灘。在英國的海裡裸泳是合法的。在20世紀初時，男性在公開場合裸泳是很自然的事，不過現今可能是叛逆，也可能只是隨興的舉動。

### 其他裝備
- 耳塞可以避免水進入耳道。
- 鼻夾以避免水進入鼻子，不過這一般只適用於對稱式的游泳方式。在競賽中使用鼻夾是不利的，因此職業選手一般不會使用。
- 护目镜避免眼睛直接接觸到游泳池中的加氯水，也可以提昇在水中的視力。有色护目镜可以避免陽光從池底反射進入眼睛。
- 泳帽可以維持身體的流線型，雖本身不防水，但可以減少頭髮和加氯水的接觸。
- 浮板是用在訓練下肢時，維持上半身的浮力。
- 夾腳浮球（英语：Pull buoy）是用在訓練上肢時，維持下半身的浮力。
- 蛙鞋是用來拉長打水的作用範圍，改善技巧以及速度，也可以鍛煉小腿上部肌肉。
- 手槳（英语：Hand paddle）是在移動時增加阻力，目的是提昇技巧以及力量。
- 指槳（Finger paddle）效果類似手槳，但尺寸較小，產生的阻力也比較小。
- 水下呼吸管用來調整在游泳時的頭部位置，也用在物理治療中。
- 游泳泡棉棒（英语：Pool noodle）讓游泳者在水中可以浮起。
- 泳池圍欄（英语：Pool fence）及設備是美國公共游泳池必備的設備[28]
- 游泳降落傘（Swimming Parachutes）是用來競技游泳，用來增加水中阻力，讓游泳者提昇游泳時的出力。
- 充氣臂圈（英语：Inflatable armbands）也是提供游泳者浮力的工具。

## 書目
- Cox, Lynne. . Harvest Books. 2005. ISBN 978-0-15-603130-1.
- Maniscalco F., Il nuoto nel mondo greco romano, Naples 1993.
- Mehl H., Antike Schwimmkunst, Munchen 1927.
- Schuster G., Smits W. & Ullal J., Thinkers of the Jungle. Tandem Verlag 2008.
- Sprawson, Charles. . University of Minnesota Press. 2000. ISBN 978-0-8166-3539-9.svin
- Tarpinian, Steve. . The Lyons Press. 1996. ISBN 978-1-55821-386-9.

## 外部連結
- Swimmingstrokes.info （页面存档备份，存于）, Overview of 150 historical and less known swimming-strokes